# Izmir Air Base
Pour les articles homonymes, voir IZM.

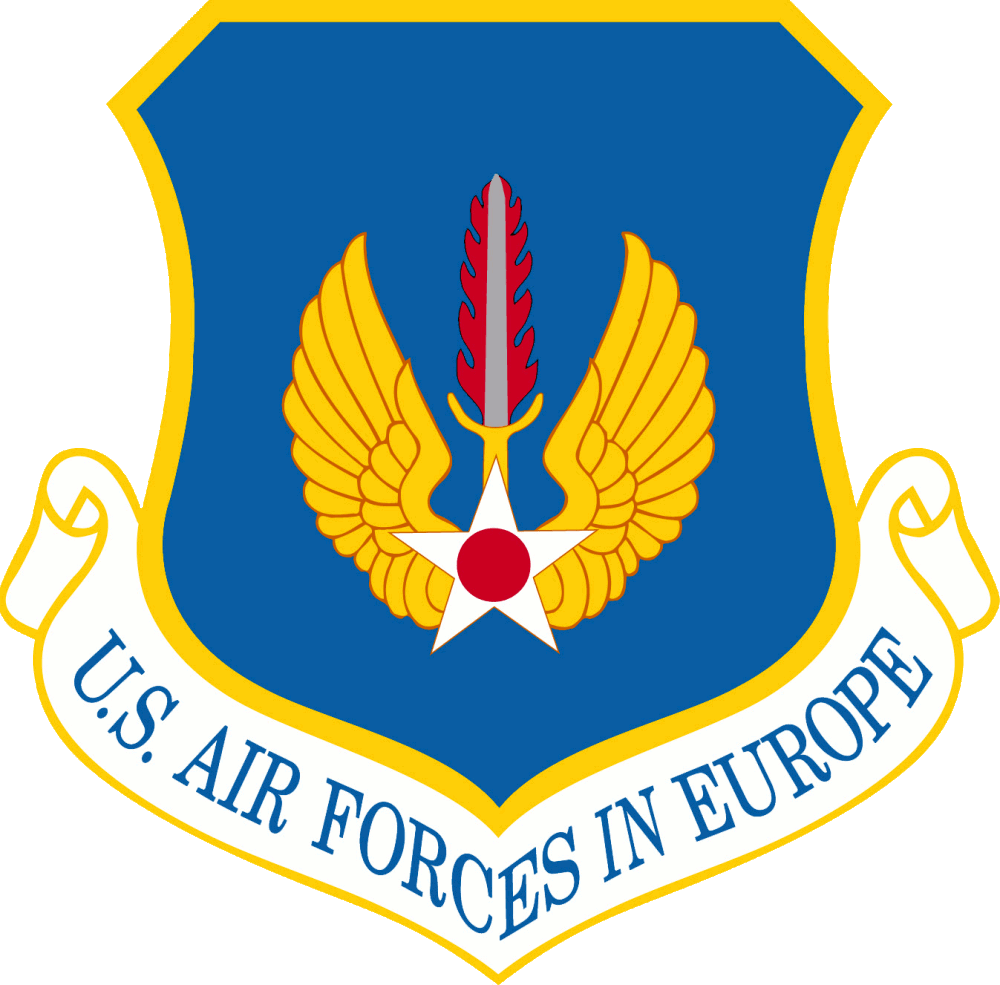
Emblème des United States Air Forces in Europe.

Izmir Air Base (code IATA : IZM) est une base aérienne des United States Air Forces in Europe située à Izmir sur la côte occidentale de la Turquie.